# Шок
Шокът е остро животозастрашаващо състояние, характеризиращо се със значително и дифузно снижаване на доставката на кислород и хранителни субстрати до клетките, резултат от тъканна хипоперфузия, вследствие на което настъпват обратими, а по-късно и необратими клетъчни промени: понижено оросяване на клетките на организма, синдром на циркулаторна недостатъчност, несъстоятелност на кръвообращението да доставя кръв до различни органи на тялото, а оттам кислороди хранителни вещества за производството на енергия, водещо до прекъсване на нормалните функция на тъкани, органи и системи. Противно на разпространената заблуда, шокът не е внезапна реакция, а се развива постепенно. Тъй като състоянието е опасно за живота, добре е да познаваме симптомите на шока и методите за борба с него.

## Нарушено оросяване на тъканите
Процесът на оросяване на органите се нарича перфузия, а когато не се осъществява вследствие на паднало кръвно налягане (което от своя страна е следствие на други физиологични процеси) се говори за състояние на хипоперфузия; 
Шокът на кръвообращението е съвършено различно физиологично състояние от емоционалното състояние, което популярно се нарича шок;
Пациент изпадал в шок трябва да се третира по спешност, като целта на терапията е да се възстанови кръвообращението, а по този начин да се избегне иначе неизбежна смърт;
Критично болни пациенти често изпадат в шоково състояние:
- след масивна травма, съпроводена от кръвоизлив или
- при структурна повреда на торакса (гръдния кош) или коремната кухина;
- при жертви на пожар;
- удавници;
- след масивна алергична реакция и други;
- шоковото състояние изисква:
  - администриране на силни венозни лекарства;
  - електро шок за спиране на сърдечни аритмии;
  - изкуствено дишане и сърдечен масаж и други;

Настъпилата хипоксемия или ацидоза са в конфликт с нормалния режим на действие на организма и трябва своевременно не само да се работи за отстраняване на страничните ефкети, но да се диагнозира причината за шоковото състояние.
Шокът е от най-честите причинители на смъртта на пациента в интензивно и спешни отделения или на операционната маса. 

## Видове циркулаторен шок
През 1972 г. Хиншоу и Кокс предлагат следната категоризация на причините за шок, която се използва и днес: , хиповолемен, кардиогенен, дистрибутивен и обструктивен

### Хиповолемичен шок
Хиповолемичният шок е най-разпространенят вариант на шока и в основата му е недостиг на циркулиращ вътресъдов обем, водещо до нарушения в оросяването на тъканите. Причините са вътрешни или външни кръвоизливи, завишена функция на отделителната система или стомашно-чревния тракт с продължителни разстройства (диария) или значителни изгаряния.

### Кардиогенен шок
Кардиогенният шок се причинява от невъзможност на сърцето да посрещне циркулаторните нужди на организма и е вследствие на хронична или акутна недостатъчност. Измежду най-честите причинители са инфаркт на миокарда, аритмии, проблеми със сърдечните клапи, контузия на сърцето, остра белодробна тромбо-емболия, хипокинеза на лявата сърдечна камера и други. Прекъсване на дишането от бронхоспазъм, травма, задавяне или удавяне, води до респираторна ацидоза, която може да предизвика кардиогенен шок ако не се третира успешно и навреме. При кардиогенен шок често се установяват синусова тахикардия, хипотензия, спадане на средното артериално налягане с над 30 mm Hg и спадане на пулсовото налягане до и под 20 mm Hg, студена и влажна кожа, олигоанурия, промени в менталния статус, S3 галоп.

### Обструктивен шок
Обструктивният шок има няколко различни по етиология състояния, обединени по три основни характеристики: (А) (1)намаляване на преднатоварването на лявата камера със съответно (2)понижен минутен обем на сърцето, поради (3) затруднено пълнене на лявата и в по-редки случаи на (4) дясната камера; (Б) специфичното лечение трябва да бъде проведено в рамките на няколко минути за извеждане от шоковото състояние и (В) шокът, може бързо да прогресира до летални аритмии и безпулсова електрична активност на сърцето, от която може да се излезе само с правилна терапия на отстраняване първопричината на състоянието или с летална прогноза.
- Тампонада

Тампонада е изтичане на голям обем кръв или други течности в перикардиалната торбичка между перикарда и епикарда; получава се след сърдечни операции или травма. Това е притискане на сърцето от изтеклите течности, „заключени“ от здравата перикардиална ципа и непозволяване на сърцето да се кръвонапълни. Най-честата причина за тампонада не е травма или операция, а е перикардиален излив вследствие на неоплазми или инфекции в перикардиалната торбичка. В страните от третия свят инфекцията с най-рапространени изливи е туберкулозата . Правилно разпознато, състоянието се лекува сравнително лесно и бързо. С перикардиоцентеза се вкарва дълга и с достатъчно голям диаметър куха игла за декомпресия на перикарда чрез евакуация на изливната течност.
- Напрегнат пневмоторакс

Напрегнат пневмоторакс – поради увеличеното налягане в гръдния кош белият дроб стяга сърцето и не му позволява да се напълни. Получава се след катетеризация на централна вена, травма на шията, гърба или торса; бронхоскопия; торакоскопия; интубиране; механична вентилация с големи обеми или високи инспираторни налягания, водещи до баротравма и други. Характерни симптоми са: (1)липсват или са изключително заглушени звуците на дишане в засегнатата половина на гръдния кош, наблюдава се (2)асиметрия на гръдния кош, (3)ниско артериално налягане, (4)ускорен пулс (тахикардия) и (5)напълнени (изпъкнали) шийни вени; и по-късните симптоми: (6)девиация на трахеята и (7)цианоза (посиняване на лицето и крайниците, а после и на цялото тяло). Особено опасни за курса на терапията са комбинираните хемопневмоторакс и напрегнат пневмоторакс 
- Масивна белодробна тромбоемболия

Масивна белодробна тромбоемболия нарушава светкавично и сериозно газовия обмен в белия дроб (получава се съдов шънт) и се променя киселинно-основния бланс на кръвта, което води до рязка промяна на режима на работа на сърцето: аритмии, инфаркти и безпулсова електрична активност; освен това поради блокиране на пулмонарните артерии или вени се прекъсва прехвърляне на кръв от белите дробове към лявото предсърдие.
- Стеноза (стеснение) на аортата

Стенозата (стеснението) на аортата не позволява ефективното изтласкване на кръвта от лявата камера в системното кръвообращение.

### Дистрибутивен (хипердинамичен) шок
Дистрибутивният (хипердинамичен) шок е в резултат на повишена капилярна пропускливост, загуба на артериален тонус по редица патофизиологични причини; намаленият периферен съдов тонус води до задържане на значителен обем циркулираща кръв в периферните отдели на циркулацията и възникване на относителна хиповолемия, която след увреждане на съдовта пропускливост може да стане и абсолютна.  Примери за дистрибутивен шок са септичният, анафилактичният, неврогенният и токсичният шок.
- Септичен шок

Септичният шок е състояние на свръхактивност на организма в отговор на инфекциозен агент – грам-негативни бактерии като Escherichia coli, Proteus mirabilis, Pseudomonas, Klebsiella pneumoniae, други ентерококи, пневмококи, стрептококи, салмонела, вибрио холера и прочее. Както и някои микотични видове и грам-позитивни микроорганизми, водещо до увеличена капилярна пропускливост (вазодилатация) с резултат загуба на вътресъдов обем и остро падане на кръвното налягане и акутни хемодинамични промени. При всички случаи на локално възпаление, причинени от навлизане на бактерии в тъканите се задействат каскадни патофизиологични механизми в левкоцитите и в ендотелните клетки на съдовете. . Увеличената пропускливост на капилярите води до изтичане на серум и плазма в околосъдовия компартмент и междуклетъчната среда; в стремежа на организма да достави огромни дози хранителни вещества и кислород до огнището на инфекцията кръвоносните съдове загубват тонус, довеждайки до падане на кръвното налягане. Организмът отговаря на нуждите на имунния отпор започнат от левкоцитите с повишена глюкогенеза, повишена нужда от кислород, забързан метаболизъм, (температурата е вследствие именно на това), катаболизъм на мускулна маса и околоорганна мастна тъкан, включване на симпатиковата нервна система с каскада от хормони на стреса и противовъзпалителни като хистамини, които допълнително увеличават тъканния едем и извличат течности от кръвоносната система.
- Анафилатичен шок

Анафилатичният шок е причинен от анафилатична реакция – (от гр. ανα (противо) φύλαξις (защита)) на организма срещу алерген, антиген, лекарствен продукт, или друг чужд протеин, водеща до масивно активиране на производството на хистамин и системна вазодилатация последвана от пад на артериалното налягане.
- Неврогенен шок

Неврогенният шок е най-рядко срещаният вариант на хипердинамичния шок и на шока въобще. Причината е травма върху гръбначния мозък, с внезапна загуба на автономната функция на еферентните нервни влакна под нивото на травмата. Без инервация гладките мускулни влакна, обвиващи артериалните кръвоносни съдове, се отпускат, което води до загуба на периферно съдово съпротивление, загуба на тонус и съответно на кръвно налягане. Още по-рядка причина е травма върху мозъчните центрове за регулиране на кръвното налягане и сърдечната дейност – в медула облонгата и на дишането – в понс Варолий. Ако проблемите в последните две мозъчни структури не са отстранени своевременно и изключително бързо, настъпва кома и следва смърт.
- Токсичният шок

Токсичният шок се причинява от небактериални токсини (бактериалните токсини се отнасят към септичен шок) или потенциални токсини (според дозата). Това може да са лекарствени препарати, законни или незаконни наркотични средства, домакински препарати за почистване и пране; бои и химикали и други. Поглъщането на тези вещества затормозява най-често киселинно-основния баланс, а също може да доведе до коагулопатия, респираторна депресия и други състояния водещи до шок.

### Ендокринен шок
...е напоследък предложена форма на циркулаторния шок и се базира на проблеми на ендокринната система отговорна за контрол на метаболизма, кръвното налягане и честотата на пулса:. Причините може да са (А)вътрешни в резултат на (1)акутна промяна в оросяването на органите отговорни за производство на тези хормони или (2)мозъчни увреждания в областта на хипофизната жлеза; или (Б)външни: (1)невземане на предписани хормонални препарати, (2)травма или (3)хирургическа намеса върху или в близост на тези органи (тъй като могат да предизвикат остра промяна на функцията им). Комбинация от другите шокови състояния може да изведе тези органи от баланс и да комлицира клиничната картина с шок на множествени нива. Най-често се наблюдава шок при:
- - хипотироидизъм: занижена функция на щитовидната жлеза, водеща до намаляване на ударния обем и дебит на сърцето и хипотония, след което нарушение на дихателната система. При изключително ниски нива на тироксин, организмът изпада в хипометаболитна криза и сърцето в екстремна брадикардия; при други случаи „разтягането на ритъма“ води до увеличаване на QT интервала, което е предпоставка за явлението “R върху Т“, а то от своя страна за вентрикуларни фибрилации и торсад дьо поанте (от фр.: torsade de pointes) [14].
  - хипертироидизъм: повишена функция на щитовидната жлеза и води до учестен пулс, засилена работа на сърцето и обратима кардиомиопатия. Тиротоксикоза е акутно състояние на тироидна „буря“. Хроничните случаи увреждат сърцето, ускоряват ритъма, увеличават дебелината на мускулната стена, което го прави тромаво и намалява полезната му вместимост – води до кардиомиопатия. Хроничните пациенти рискуват усложнения както на лявото, така и на дясното сърце [15].
  - остра адренална недостатъчност: често в резултат на ряко прекъсване на терапия със синтетични стероиди. Организмът забавя ритъма на естествено производство на метаболитно „скъпите“ хормони при наличие на синтетични перорални или венозни добавки. Прекъсването на тези лекарства трябва да е постепенно, за да се позволи на организма да навакса с ендо-производството им. Някои хирургически операции могат също да повредят надбъбречната жлеза. Обратният механизъм също се забелязва, когато шок предизвиква адренална недостатъчност, трудна за лечение и с не добра прогноза. [16]
  - относителна адренална недостатъчност: където нивата на хормона на стреса – кортизол, не са достатъчни за активиране механизмите на водозадържане и следователно поддържането на нормален кръвен обем.

## Фази на шока
Оставени без лечение пациентите в шок преминават през четири условни фази: 

### Първа фаза – предшокова
По време на първата фаза състоянието на хипоперфузия води до хипоксия и съответно невъзможност на митохондриите да завършат производството на аденозин трифосфат(АТФ). Поради липсата на кислород се увреждат някои клетъчни мембрани и клетката зависи от анаеробно цитоплазмено производство на енергия (20 пъти по-неефективно от аеробното митохондрийно „дишане“). Натрупват се запаси от лактат и пируват (и двете са киселини). Изтичането им в кръвообращението обременява основно-киселиновия баланс на кръвта и води до метболитна ацидоза.

### Втора фаза – компенсаторна
Фазата на физиологична компенсация: започва като реакция към дадена стресова ситуация; действието на физиологичните механизми не е изчерпано, увреждането на клетките и тъканите е съвсем леко, тя е обратима и без трайни последствия; през първата фаза параметрите на хемодинамиката са във физиологични граници.  Пациентът започва да хипервентилира (учестява ритъма на дишане), за да изхвърли въглеродния двуокис (CO2). CO2 е разтворен в серума под формата на въглена киселина и по този начин дишането намалява концентрацията му чрез дифузия по гредиента и съответно киселинността на кръвта. Барорецепторите на организма усещат намаляването на артериалнто налягане и сигнализират надбъбречната жлеза да синтезира и секретира адреналин и норадреналин (епинефрин и норепинефрин). Адреналинът ускорява пулса и минимално тонуса (вазоконстрикция) на гладките артериални мускули в туника мускуларис; норадреналинът предимно се отразява на вазоконстрикцията. В комбинация се получава повишаване на налягането. Системата на ренин-ангиотензин се активира както и секрецията на противодиуретичния хормон вазопресин, който концентрира урината десет пъти. Тези хормони предизвикват системни шънтове (циркулаторни пренасочвания, отклонения) от органи с по-нисък приоритет (кожата, мускулите и стомашно-чревния тракт (СЧТ)) към мозъка, сърцето и белия дроб. Хипоксемията в обезкървените органи може да доведе у пациенти в съзнание до остри болки. Опасно е да се третират тези болки с опиати или други потентни лекарства – рискува се да се загуби крехко поддържаното кръвно налягане.

### Трета фаза – декомпенсационна
Фаза на декомпенсация: изчерпват се компенсаторните механизми – развива се характерната за етиологията клинична картина; задълбочават се уврежданията на клетъчно и тъканно ниво; разгръщат се реакции на различни клетъчни и медиаторни системи. Натриевите йони се натрупват в клетката, която останала без енергия (АТФ) не е в състояние да изпомпва калия в цитоплазмата от междуклетъчния компартмент. . С продължаване на анаеробния метаболизъм се увеличава метаболитната ацидоза, още повече се отпускат гладките артериални мускули и пред-капилярни сфинктери, което задържа неразтворимите елементи на кръвта в съдовете, но се изчерпва течността, която изтича в междуклетъчния компартмент и околосъдовото пространство. Увеличава се вискозитетът на кръвта и „задръстването“ на съдовете; увеличава се хидростатичното налягане и със секретирането на хистамини продължава каскадата на обезводняване на кръвта.  Ако фазата е достатъчно бавна, пропускливите капиляри могат да абсорбират патогенни бактерии от СЧТ, които да комплицират шока и да добавят елементи на сепсис на иначе асептичен шок.

### Четвърта фаза – рефракторна
Настъпват необратими тежки тъканни увреждания; фазата обхваща важните органи и системи, до поли-органна недостатъчност. Най-опасните последици са аноксна енцефалопатия – смърт на клетки на мозъчната кора и дефакто смърт на личността. Ако индивидът оцелее, ще живее вегетативно.
- Разпознаването и адекватната реакция в най-ранен момент от развитието на шоковото състояние е най-същественото условие за оцеляване на пациента и излизане от шоковото състояние без постоянни последици[22] Компенсаторните механизми са общи, независимо от причината, довела до нейното тежко увреждане[23].

## Признаци и симптоми
Много от признаците и симптомите на различните видове шок си приличат. С подготовка не е трудно да се направи диференциална диагноза на основния проблем компрометиращ организма. Това е главното условие за успешна реанимация.

### Хиповолемен шок
- - Нервна система (НС): Притеснение, неспокойствие, суетене, несвъртане на едно място и чувство на неизбежност и разорение, превъзбудено поведение вследствие на церебралната хипоксия, отвлечен поглед и отсъствуващ (вакантен) взор, понякога придружен от разширени зеници.
  - Сърдечно-съдова система (ССС): ниско кръвно налягане, слаб, ускорен, едва доловим пулс.
  - Дихателна система (ДС): зачестено и плитко дишане в отговор на започналата метаболитна (или респираторна) ацидоза
  - Кожа: Петниста (cutis marmorata) и синакава кожа (цианоза), влажна, лепкава и хладна (хипотермия) вследствие на пониженото оросяване.
  - Стомашно чревен тракт (СЧТ): болки в корема и стомаха от хипоксемия, жажда и суха уста поради изчерване на течностите.
  - Опорно-двигателен апарат (ОДА): умора и слабост поради липсата на кислород.
  - Отделителна система (ОС): олигурия (<30 мл/час) или анурия (липса на урина)

### Кардиогенен шок
- освен признаците на хиповолемен шок изброени по-горе:
  - ССС: разширени шийни вени поради невъзможността на сърцето да поеме кръвта, отсъствуващ пулс в резултат на неоросителни аритмии – вентрикуларна фибрилация, асистола, безпулсова електрическа активност и др.

### Обструктивен шок
- както при хиповолемен шок, но освен това:
  - ССС:

разширени шийни вени поради повишено централно венозно налягане
при тампонада Pulsus paradoxus (парадоксален пулс) – е понижаване на систоличното кръвно налягане с повече от 10 мм живак припоемане на въздух.

### Дистрибутивен шок
- Септичен шок

както при хиповолемен шок освен в първите фази на шока:
- - висока температура вследствие на повишено ниво на цитокини [24]
  - системна вазодилатация и хипотония [2].
  - системно полепване на левкоцити по ендотелия на кръвоносните съдове[2], [25]
  - понижена контрактилност на сърцето [2].
  - дифузни повреди на капилярните легла в белите дробове[26]
  - активиране на коагулационните пътеки с резултат дисеминирана интраваскуларна коагулация[2].
  - увеличен брой на неутрофилите[2].
- Неврогенният шок

...е подобен на хиповолемния шок с изключение на сухата и топла кожа.
- Анафилаксен шок

особен опасен поради множеството продукти и храни, които могат да предизвикат анафилаксис.
демонстрира се чрез:
- - затруднено дишане и приглушена кашлица поради бронхоспазми и едем на фаринкса
  - кожни обриви и уртикария
  - фокален едем, особено на лицето, врата и ръцете
  - слаб и учестен пулс
  - притеснение, паника и превъзбудено състояние поради липса на кислород в мозъка.

### Ендокринен шок
- хипотироидизъм: занижена функция на щитовидната жлеза
  - намален ударен обем и дебит на сърцето
  - хипотония, след което
  - нарушение на дихателната система
  - хипометаболитна криза
  - екстремна брадикардия
  - увеличен QT интервал [27].
- хипертироидизъм: повишена функция на щитовидната жлеза
  - учестен пулс
  - засилена работа на сърцето
  - обратима кардиомиопатия
  - тиротоксикоза – акутно състояние на тироидна „буря“
  - увеличена дебелина на мускулната стена
  - намалена полезна му вместимост – води до кардиомиопатия [28].
- остра адренална недостатъчност:
  - изключително ниско кръвно налягане, умора и конфузия[29]
- относителна адренална недостатъчност:
  - ниско кръвно налягане и умора.

## Терапия
Ранна целесъобразна и скоростна терапия потенциално може да избегне усложненията и напредване на фазите на шока. Бързото разпознаване на патофизиологията, първа помощ и транспортиране до болнично заведение с възможности за третиране на шок е изключително важно. При полеви условия някои интервенции са невъзможни, поради липса на техника или медикаменти. Усложнението в случай на декомпенсация и спиране на спонтанното дишане се третира с интубиране напациента и поддържане на отворен дихателен път и изкуствено дишане.
```
Приоритетите са различни според типа шок!
```

### Хиповолемен шок
Златното правило при хиповолемния шок е да се спре процеса на загуба на обем и да се възстанови каквото е загубено: кръв, при кръвоизливи, албумин и кристалоиди при изгаряния, кръвна плазма при дисеминирана коагулация, вода и електролити при полиурия и обезводняване. През цялото време кръвното налягане, физиологичните показатели и лабораторната картина на пациента се наблюдават и проверяват за навременна намеса.

### Кардиогенният щок
...се третира с дефибрилация при вентрикуларна фибрилация или неоросяваща вентрикуларна тахикардия, лекарствени средства за възстановяване на ритъма и кръвното налягане; асистиращи устройства – балонни помпи при болни сърца с малка фракция на изпомпване; сърдечна хирургия за поправка на клапите или байпас на коронарните артерии и други.

### Обструктивен шок
В случаите на обструктивен шок – лечението е премахване на препятствието за оросяване на тъканите. При тампонада – е източване на перикардиалната ефузия чрез перикардиосентезата за евакуация на тампонадата; при пневмоторакс се вкарва твърда тръба между париеталната и висцералната плеври на белия дроб от афектираната страна. Прилага се вакуум за възстанояване на отрицателното нетно налягане в гръдния кош и реинфлация на белия дроб. При хемоторакс освен за възстановяване на налягането гръдните дренажи се поставят за евакуация на хематомите.

### Дистрибутивният шок
...се третира пак според причинителя на синдрома. Полезни са инфузиите на албумин и колоиди за задържане на плазмата в съдовете, използват се периферни вазоконстриктори и др.
- Септичен шок се третира с венозно възстановяване на течностите и с антибиотици, с поддържане на дишането при тежки случаи, с поддържане на отделителните функции и при остра бъбречна недостатъчност може да се прибегне до временна хемодиализа.
- При анафилаксис – възстановяване на перфузията на тъканите с адекватен обем течности или медикаменти; адреналин и антихистамини заедно с поддържане на дишането;
- неврогенният шок изисква поддържане на кръвното налягане с вазоконстрикторни венозни инфузии, вдигане на краката над нивото на флебостатичната равнина (позиция тренделенбърг от англ. Trendelenburg). [3], [4], [5], [6]

### Ендокринните шокове
Те се коригират с възстановяване на нормални хормонални нива .

## Прогноза
Отново причината за шоковото състоянние определя до голяма степен прогнозата за пациента. Шокът еволюира от обратим в необратим. Продължителен кислороден глад започва тъканна некроза и постоянна загуба на полезна функция. Навременно оказване на първа помощ, възстановяване на сърдечния ритъм и дишането са животоспасяващи.

При фибрилаторни аритмии електрошок за връщане в синусов ритъм спестява 7 – 10% риск всяка минута, т.е всяка минута забавяне от началото на аритмията до администриране на дефибрилацията е загуба на около 10% шанс за оцеляване. 
Златното правило за хирургическата намеса е не по-късно от един час от установяване на проблема. Шокови състояния с лоша прогноза са някои кардиогенни и неврогенни ситуации, където повредата е масивна и системна и пациентът може да бъде спасен или с трансплантация или с хронична сложна и времнно ефективна медикаментозна терапия. Някои мозъчни увреждания превръщат пациента в напълно зависим за поддържане на основни физиологични функции чрез апарати и силни лекарства.

## Етични дилеми
Пациенти оцелели шокови състояния, но с тотални увреждания и загуба на основните характеристики за индивидуалност на личността често стават причина за разгорещени дебати. Коматозни или полукоматозни пациенти представляват предизвикателство за близките и медицинските и социални работници. Въпросите за евентуално „пробуждане“ от кома и връщане към „нормален“ живот се смесват с трудността при разглеждане на крайната алтернатива – прекратяване на изкуственото поддържане на вегетативно съществуване. Много развити страни с опит в третиране на шокови състояния имат проблеми със законоателството и мисълта за пасивна евтаназия – изключване на командното дишане. 